# Bufo dhufarensis
Cóc Dhofar (Bufo dhufarensis) là một loài cóc thuộc họ Bufonidae.
Loài này có ở Oman, Ả Rập Xê Út, Các Tiểu vương quốc Ả Rập Thống nhất, và Yemen.
Môi trường sống tự nhiên của chúng là vùng cây bụi khô khu vực nhiệt đới hoặc cận nhiệt đới, sông ngòi, sông có nước theo mùa, suối nước ngọt, vườn nông thôn, các vùng đô thị, ao, và đất có tưới tiêu.